# Mordhau

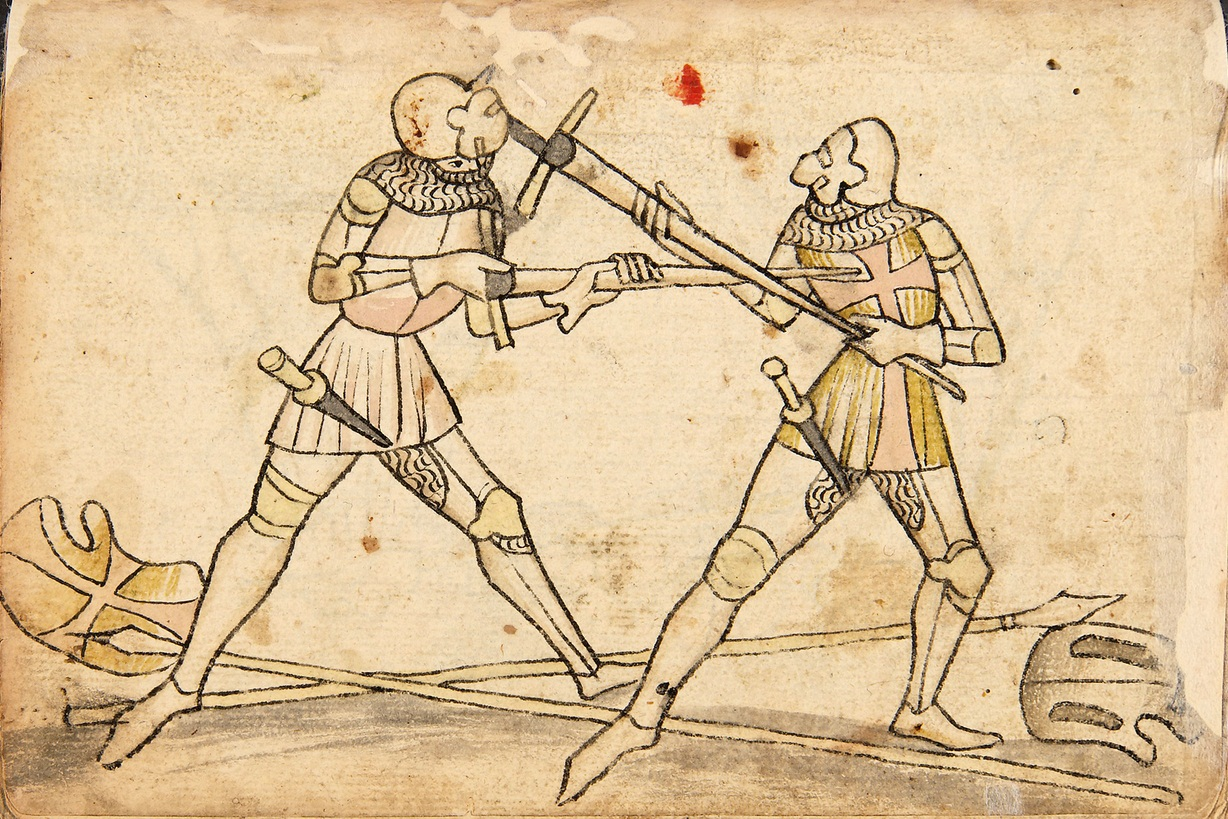
Ilustracja z Codex Wallerstein przedstawiająca technikę mordhau oraz półmiecza

Mordhau, Mordschlag (niem. dosłownie „morderczy cios”) – rodzaj techniki półmiecza używanej w szermierce średniowiecznej, polegającej na utrzymywaniu miecza w pozycji odwróconej i zadawania ciosu przeciwnikowi jelcem (gardą) lub głowicą. W zasadzie technika ta pozwalała szermierzowi użyć miecza jako buławy czy młota.
Takie uderzenie nie musiało być zabójcze, służyło raczej zaskoczeniu lub wyłączeniu przeciwnika z walki. Mogło ono na przykład złamać mostek, rozbić głowę czy wybić zęby. Już wikingowie doceniali tę metodę, określając ją mianem „kolczastej rękojeści”.